# Wereldkampioenschappen waterpolo 2022
De wereldkampioenschappen waterpolo 2022 vonden plaats van 20 juni tot en met 3 juli 2022 in Hongarije. Het toernooi maakte deel uit van de wereldkampioenschappen zwemsporten 2022.

## Gekwalificeerde landenteams
Voor het mannentoernooi en vrouwentoernooi hadden zich 16 landenteams geplaatst.

### Mannen
| Toernooi                                                         | Data                           | Locatie   | Quota | Gekwalificeerd                    |
| ---------------------------------------------------------------- | ------------------------------ | --------- | ----- | --------------------------------- |
| Gastland                                                         |                                |           | 1     | Hongarije                         |
| Olympische Zomerspelen 2020                                      | 25 juli – 8 augustus 2021      | Tokio     | 4     | Servië Griekenland Spanje Kroatië |
| FINA World League 2020                                           | 26 juni – 1 juli 2020          | Tbilisi   | 2     | Montenegro Verenigde Staten       |
| Europees kampioenschap 2020                                      | 14 – 26 januari 2020           | Boedapest | 3     | Italië Rusland Duitsland Georgië  |
| FINA Intercontinental Cup 2022 (Amerikaans kwalificatietoernooi) | 7 – 13 maart 2022              | Lima      | 2     | Canada Brazilië                   |
| Aziatische Spelen 2018                                           | 16 augustus – 1 september 2018 | Jakarta   | 2     | Kazachstan Japan                  |
| Selectie Afrika                                                  |                                |           | 1     | Zuid-Afrika                       |
| Selectie Oceanië                                                 |                                |           | 1     | Australië                         |
| Totaal                                                           |                                |           | 16    |                                   |

1. ↑  Rusland werd van deelname uitgesloten vanwege de Russische invasie van Oekraïne in 2022.[2]

### Vrouwen
| Toernooi                                                         | Data                           | Locatie   | Quota | Gekwalificeerd                                             |
| ---------------------------------------------------------------- | ------------------------------ | --------- | ----- | ---------------------------------------------------------- |
| Gastland                                                         |                                |           | 1     | Hongarije                                                  |
| Olympische Zomerspelen 2020                                      | 24 juli – 7 augustus 2021      | Tokio     | 4+1   | Verenigde Staten Spanje Rusland Australië Nederland Canada |
| FINA World League 2020                                           | 14 – 19 juni 2020              | Athene    | 0     | —                                                          |
| Europees kampioenschap 2020                                      | 12 – 25 januari 2020           | Boedapest | 3     | Italië Griekenland Frankrijk                               |
| FINA Intercontinental Cup 2022 (Amerikaans kwalificatietoernooi) | 7 – 13 maart 2022              | Lima      | 2     | Brazilië Argentinië                                        |
| Aziatische Spelen 2018                                           | 16 augustus – 1 september 2018 | Jakarta   | 2     | China Japan Kazachstan Thailand                            |
| Selectie Afrika                                                  |                                |           | 1     | Zuid-Afrika                                                |
| Selectie Oceanië                                                 |                                |           | 1     | Nieuw-Zeeland                                              |
| Wildcard                                                         |                                |           | 1     | Colombia                                                   |
| Totaal                                                           |                                |           | 16    |                                                            |

1. ↑  Rusland werd van deelname uitgesloten vanwege de Russische invasie van Oekraïne in 2022.[2]
2. ↑  Omdat de finalisten van de World League al waren gekwalificeerd via de Olympische Spelen, werd deze plaats toegewezen aan het eerstvolgende team op het Olympische toernooi van 2020.
3. ↑  China en Japan trokken zich voor het toernooi terug.[3]

## Medailles
|                 | Goud | Zilver | Brons |
| --------------- | --- | --- | --- |
| Mannen Details  | Spanje Unai Aguirre Alejandro Bustos Sánchez Sergi Cabañas Pegado Martin Faměra Álvaro Granados Ortega Marc Larumbe Gonfaus Eduardo Lorrio Blai Mallarach Alberto Munarriz Felipe Perrone Bernat Sanahuja Roger Tahull Miguel de Toro Coach: David Martín Lozano | Italië Lorenzo Bruni Giacomo Cannella Luca Damonte Marco Del Lungo Francesco Di Fulvio Edoardo Di Somma Vincenzo Dolce Gonzalo Echenique Andrea Fondelli Matteo Iocchi Gratta Luca Marziali Gianmarco Nicosia Nicholas Presciutti Coach: Alessandro Campagna | Griekenland Stylianós Argyrópulos Yeoryos Dervisis Ioannis Funtulis Konstantinos Guvis Efstathios Kaloyerópulos Konstantinos Kákaris Dimitrios Nikolaídis Aléxandros Papanastasíu Dimitrios Skumpakis Panayotis Tzortzatos Ányelos Vlajópulos Konstantinos Yeniduniás Emmanuíl Zerdevás Coach: Theodoros Vlajos |
| Vrouwen Details | Verenigde Staten Rachel Fattal Kaleigh Gilchrist Stephania Haralabidis Ava Elizabeth Johnson Ashleigh Johnson Amanda Longan Denise Mammolito Madeline Musselman Ryann Neushul Tara Prentice Jordan Raney Margaret Steffens Bayley Weber Coach: Adam Krikorian    | Hongarije Kamilla Faragó Edina Gangl Krisztina Garda Gréta Gurisatti Rita Keszthelyi Dóra Leimeter Alda Magyari Geraldine Mahieu Zsuzsanna Máté Rebecca Parkes Natasa Rybanska Dorottya Szilágyi Vanda Vályi Coach: Attila Bíró                              | Nederland Laura Aarts Sarah Buis Nina ten Broek Kitty Lynn Joustra Ilse Koolhaas Simone van de Kraats Lola Moolhuijzen Maxine Schaap Vivian Sevenich Brigitte Sleeking Sabrina van der Sloot Rozanne Voorvelt Iris Wolves Coach: Evangelos Doudesis                                                             |

Openwaterzwemmen · Schoonspringen · Synchroonzwemmen · Waterpolo · Zwemmen
Belgrado 1973 · 
Cali 1975 · 
West-Berlijn 1978 · 
Guayaquil 1982 · 
Madrid 1986 · 
Perth 1991 · 
Rome 1994 · 
Perth 1998 · 
Fukuoka 2001 · 
Barcelona 2003 · 
Montréal 2005 · 
Melbourne 2007 · 
Rome 2009 · 
Shanghai 2011 · 
Barcelona 2013 · 
Kazan 2015 · 
Boedapest 2017 · 
Gwangju 2019 · 
Boedapest 2022 · 
Fukuoka 2023 · 
Doha 2024